# شويش (النمسا)
شويش (بالألمانية: Schwoich) هي بلدية في منطقة كوفشتاين في ولاية تيرول، النمسا. تقع على بعد 5.50 كم جنوب كوفشتاين في الجانب الجنوبي من نهر إن.